# Korea Południowa na Mistrzostwach Świata w Lekkoatletyce 2009
Korea Południowa na Mistrzostwach Świata w Lekkoatletyce 2009 – reprezentacja Korei Południowej podczas czempionatu w Berlinie liczyła 18 zawodników. Nie zdobyła żadnego medalu.

## Występy reprezentantów Korei Południowej

### Mężczyźni
| Konkurencja                | Zawodnik        | Eliminacje | Eliminacje | Półfinał | Półfinał | Finał         | Finał         |
| Konkurencja                | Zawodnik        | Wynik      | Poz.       | Wynik    | Poz.     | Wynik         | Poz.          |
| -------------------------- | --------------- | ---------- | ---------- | -------- | -------- | ------------- | ------------- |
| Maraton                    | Lee Myong-seung |            |            |          |          | 2:21:54 SB    | 46.           |
| Maraton                    | Lee Myong-ki    |            |            |          |          | 2:35:12       | 65.           |
| Maraton                    | Yook Geun-tae   |            |            |          |          | 2:40:47       | 69.           |
| Maraton                    | Ji Young-jun    |            |            |          |          | NU            |               |
| Bieg na 110 m przez płotki | Lee Jung-joon   | 13,83 SB   | 36.        |          |          | Nie awansował | Nie awansował |
| Bieg na 110 m przez płotki | Park Tae-kyong  | 13,93      | 40.        |          |          | Nie awansował | Nie awansował |
| Chód na 20 km              | Park Chil-sung  |            |            |          |          | 1:24:01       | 25.           |
| Chód na 20 km              | Kim Hyun-sub    |            |            |          |          | 1:27:08       | 34.           |
| Chód na 20 km              | Byun Young-jun  |            |            |          |          | 1;30:35       | 43.           |

| Konkurencja    | Zawodnik       | Kwalifikacje | Kwalifikacje | Finał         | Finał         |
| Konkurencja    | Zawodnik       | Wynik        | Poz.         | Wynik         | Poz.          |
| -------------- | -------------- | ------------ | ------------ | ------------- | ------------- |
| Skok o tyczce  | Kim Yoo-suk    | 5,55 SB      | 16.          | Nie awansował | Nie awansował |
| Skok w dal     | Kim Deok-hyeon | 7,99         | 15.          | Nie awansował | Nie awansował |
| Trójskok       | Kim Deok-hyeon | 16,58        | 24.          | Nie awansował | Nie awansował |
| Rzut oszczepem | Park Jae-myong | 78,16        | 18.          | Nie awansował | Nie awansował |
| Rzut oszczepem | Jung Sang-jin  | 72,80        | 36.          | Nie awansował | Nie awansował |

### Kobiety
| Konkurencja | Zawodniczka   | Finał   | Finał |
| Konkurencja | Zawodniczka   | Wynik   | Poz.  |
| ----------- | ------------- | ------- | ----- |
| Maraton     | Yun Sun-suk   | 2:39:56 | 39.   |
| Maraton     | Park Ho-sun   | 2:47:16 | 53.   |
| Maraton     | Lee Sun-young | NU      |       |

| Konkurencja   | Zawodniczka  | Kwalifikacje | Kwalifikacje | Finał          | Finał          |
| Konkurencja   | Zawodniczka  | Wynik        | Poz.         | Wynik          | Poz.           |
| ------------- | ------------ | ------------ | ------------ | -------------- | -------------- |
| Skok o tyczce | Lim Eun-ji   | 4,10         | 30.          | Nie awansowała | Nie awansowała |
| Skok w dal    | Jung Soon-ok | 6,49         | 14.          | Nie awansowała | Nie awansowała |